# Dobrinskij rajon
Il Dobrinskij rajon (in russo Добринский район?) è un rajon dell'Oblast' di Lipeck, nella Russia europea; il capoluogo è Dobrinka. Istituito il 30 luglio 1928, ricopre una superficie di 1.680 chilometri quadrati.